# Cantó de Saulxures-sur-Moselotte
El cantó de Saulxures-sur-Moselotte és un cantó francès del departament dels Vosges, situat al districte d'Épinal. Té 10 municipis i el cap és Saulxures-sur-Moselotte.

## Municipis
- Basse-sur-le-Rupt
- La Bresse
- Cornimont
- Gerbamont
- Rochesson
- Sapois
- Saulxures-sur-Moselotte
- Thiéfosse
- Vagney
- Ventron

## Història
| Data d'elecció                           | Identitat         | Partit                     | Qualitat |
| ---------------------------------------- | ----------------- | -------------------------- | -------- |
| 1945-1958                                | Georges Gaillemin | Divers droite, després ARS |          |
| 1958-1973                                | Claude Germain    | RI                         |          |
| 1973-1979                                | Gérard Braun      | UDR, després RPR           |          |
| 1979-1985                                | Guy Vaxelaire     | PS                         |          |
| 1985-1992                                | Gérard Braun      | RPR                        |          |
| 1992-                                    | Guy Vaxelaire     | PS                         |          |
| les dades anteriors no són pas conegudes |                   |                            |          |
|                                          |                   |                            |          |

## Demografia
| A partir de 1990: Població sense dobles comptes |